# Ruud Kaiser
Rudolph Hendrik (Ruud) Kaiser (Amsterdam, 26 december 1960) is een Nederlands voetbalcoach en voormalig voetballer.

## Carrière
Kaiser speelde als aanvaller voor Ajax, Antwerp FC, Coventry City, OGC Nice en FC Den Bosch '67. Kaiser was Nederlands jeugdinternational en nam deel aan het Europees kampioenschap voetbal onder 18 - 1978.
Hierna was hij lang werkzaam bij TOP Oss voordat hij van 1997 tot 1999 coach was bij RBC. Hij werd assistent-coach bij Jong Oranje en trainde Nederland onder-17. In 2006 en 2007 was hij werkzaam in de jeugdopleiding van Chelsea FC, waarna hij in 2008 coach werd van Dynamo Dresden. Deze Duitse 3. Liga club leidde hij in zijn eerste jaar naar een 9e plaats. Ondanks het goede eerste seizoen werd hij na een slechte start in zijn tweede seizoen in oktober 2009 aan de kant gezet, dit tot onvrede van de fans van Dynamo.
Op 1 juli 2010 werd hij trainer van het Duitse FC Magdeburg dat in de Regionalliga Nord uitkomt. In november van dat jaar kreeg hij daar de rol van technisch directeur bij. In maart 2011 werd hij ontslagen bij Magdeburg. Van 12 juli 2011 tot zomer 2013 was hij technisch directeur van Lierse SK. In het seizoen 2013/14 werd hij coach van FC Den Bosch, tot hij daar op 3 februari 2015 werd ontslagen naar aanleiding van teleurstellende sportieve resultaten. De club stond op dat moment dertiende in de Eerste divisie. In 2016 werd bekendgemaakt dat Kaiser als hoofdtrainer aangesteld ging worden bij  Derde divisionist JVC Cuijk. In het seizoen 2018/19 trainde Kaiser VV Dongen. Vanaf het seizoen 2020/21 ging hij Achilles '29 in de Hoofdklasse trainen. Op 6 oktober 2021 werd hij daar ontslagen. Medio 2022 werd Kaiser jeugdtrainer bij Helmond Sport.